# Ligne de tramway 61/64
La ligne 61/64 également appelée boucle de Souvret est une ancienne ligne du tramway vicinal de Charleroi de la Société nationale des chemins de fer vicinaux (SNCV) qui reliait Charleroi à Souvret entre 1928 et 1978.

## Histoire
1er septembre 1928 : mise en service en traction électrique sous l'indice 61 entre Charleroi Prison et Courcelles Motte, section Charleroi Prison - Gosselies Calvaire commune avec la ligne 60 (capital 10), création d'une liaison entre les lignes 60 et Incourt - Courcelles à Gosselies Calvaire et électrification de la section Gosselies Calvaire - Courcelles Motte de la ligne Incourt - Courcelles (capital 78); exploitation par la SNCV.
30 avril 1932 : prolongement de Courcelles Motte à Courcelles Trieu (nouvelle section, capital 196).
25 septembre 1932 : prolongement de Courcelles Trieu à Trazegnies Écoles (nouvelle section, capital 196).
1er décembre 1933 : section Courcelles Trieu - Trazegnies Écoles reprise par la nouvelle ligne 80.
1938 : terminus reporté de Charleroi Prison à Charleroi Sud.
1940 : terminus reporté de Charleroi Sud à Charleroi Prison.
1944-1945 : reprise de l'exploitation de la ligne 80 entre vers Bracquegnies.
1945 : terminus reporté de Charleroi Prison à Charleroi Sud.
10 octobre 1952 : création de la boucle sous l'indice 41 dans le sens horaire et 61 dans le sens antihoraire; exploitation par la SNCV (voir section ci-dessus).
17 janvier 1953 : indice 41 devient 64 (sens horaire).
28 mai 1961 : terminus reporté de Charleroi Sud à Mont-sur-Marchienne Point du Jour par l'itinéraire de la ligne 54/55.
1er mars 1968 : terminus reporté de Mont-sur-Marchienne Point du Jour à Charleroi Sud.
8 août 1968 : terminus reporté de Charleroi Sud à Charleroi Prison.
22 juin 1976 : déviation par la section Sud - Villette du métro léger, terminus reporté de la Prison à Charleroi Sud.
1er février 1978 : suppression.

## Exploitation

### Horaires
Tableaux :
- 440 (1931), tableau partagé avec la ligne 60 Charleroi - Gosselies, numéro également partagé avec la ligne 65/66 (boucle de Jumet).
- 908 (1958), tableau partagé avec les lignes 41 Charleroi - Trazegnies, 62 Charleroi - Gosselies, 63 Charleroi - Fontaine-l'Évêque et la ligne d'autobus 160 Charleroi - Marbais.